# Saturnia albescens
Saturnia albescens är en fjärilsart som beskrevs av Gschwandner. 1919. Saturnia albescens ingår i släktet Saturnia och familjen påfågelsspinnare. Inga underarter finns listade.